# 村岡桃佳
村岡 桃佳（むらおか ももか、1997年3月3日 - ）は、日本のチェアスキー選手。早稲田大学卒。トヨタ自動車所属。平昌パラリンピック、北京パラリンピック金メダリスト。マネジメント契約先はスポーツビズ。

## 経歴
埼玉県深谷市（旧：川本町）出身。4歳の時に横断性脊髄炎に感染、両下肢に麻痺の後遺症が残り、以降車いす生活となる。村岡は、元々外で遊ぶのが好きであったが、気を使われるようになってから外に出ることが怖くなり、引きこもりがちだったと回想している。父と共に様々な車いすを使った障害者スポーツに挑戦し、中学生の時に、森井大輝に憧れてのめり込んだ競技スキーの世界に入る。
深谷市立川本北小学校、深谷市立川本中学校と進学、中学3年次に本庄市にある早稲田大学本庄高等学院への進学を目指すも、当時の校舎はバリアフリー化していなかったため、進学を断念し、正智深谷高等学校に入学。17歳の時にソチパラリンピックに出場、スーパー大回転で、旗門を一つ通過し忘れて失格となったが、大回転5位で入賞した。高校卒業後、パラスポーツ選手として初めて「トップアスリート入試」に合格し早稲田大学スポーツ科学部に入学。村岡の進学に合わせて、原則として寮生活を送ることになる早大スキー部は寮をバリアフリー化。改修工事費用600万円のうち、500万円は大学側が負担、残り100万円は匿名の寄附により賄われた。これを機に早大はキャンパスのバリアフリー化を推進するようになった。スキー部では監督倉田秀道に師事。ノルディック複合の渡部暁斗・渡部善斗兄弟を始め、日本の一線級のスキー選手を育成してきた倉田にとっても障害スポーツ選手に関わるのは初めてのことであり、最初は反対していたが、部員に相談した結果、誰1人反対する者がいなかったため、覚悟を決めたという。
2017年の国際パラリンピック委員会ワールドカップ韓国大会においてスーパー大回転で2位、白馬村大会で優勝。
出身地である埼玉県深谷市から深谷市親善大使に委嘱されている。
2018年春の褒章で紫綬褒章を受章。
2019年3月にオリンピック競泳日本代表の渡辺一平とともに競技成績として優れた学生に贈られる「学術院長特別賞」を受賞。そして大学を卒業後、早稲田大学大学院に進学。6月には日本パラ陸上競技選手権大会で陸上競技で再デビュー、100mの車いすに出場で、決勝の結果は2位。
2022年春の褒章で紫綬褒章飾版受章。

### 平昌パラリンピック
2018年3月9日、平昌パラリンピック開幕式で日本選手団の旗手を務める。翌10日のアルペンスキー女子滑降（座位）で銀メダルを獲得。平昌大会における日本人メダル第1号となった。さらに、11日のスーパー大回転（座位）では銅メダルを獲得した。13日のスーパー複合（座位）でも銅メダルを獲得し、日本アルペン勢で最多となる1大会で3個のメダル獲得となった。
3月14日の大回転（座位）では1回目でトップに立ち、続く2回目でも好記録を収めて今大会日本勢初となる金メダルを獲得した。これにより、長野パラリンピックの大日方邦子以来となる1大会で金銀銅すべてのメダル獲得を達成した。
大会最終日の3月18日に行われた回転（座位）では1回目の滑走で2位、2回目の滑走で3位を記録し、合計で2位に着けて銀メダルを獲得した。村岡は出場した5種目（滑降・スーパー大回転・スーパー複合・大回転・回転）すべてで表彰台に立ち、冬季パラリンピック大会に於いて日本選手最多となる1大会5個のメダル獲得となった。
この為、同選手に対し、県知事が県民栄誉賞を授与しようとしたが、自民党県議連の反対多数で、否決された

### 東京パラリンピック
2021年9月1日、陸上競技女子100m 車いすT54で6位入賞。

### 北京パラリンピック
2022年3月5日、アルペンスキー女子滑降（座位）で金メダルを獲得。3月6日のアルペンスキー女子スーパー大回転（座位）では滑走中に片方のコンタクトレンズを落とし視界不良になるハプニングに見舞われたが金メダルを獲得。3月7日のアルペンスキー女子スーパー複合（座位）では銀メダルを、3月11日の大回転（座位）で金メダルを獲得。3月12日の回転（座位）は5位だった。これで村岡の通算獲得金メダルは4個となり、冬季パラリンピック日本勢の最多記録を更新した。

## 受賞・栄典
- 2018年 - 深谷市民栄誉賞（創設第1号）[25][26]
- 2018年 - 所沢市特別顕彰[27]
- 2018年 - 紫綬褒章[8]
- 2018年 - 彩の国功労賞[28]
- 2022年 - 紫綬褒章飾版[11]